# Ráncos koronggomba
A ráncos koronggomba (Discina ancilis) a koronggombafélék családjába tartozó, Eurázsiában és Észak-Amerikában elterjedt, korhadó fenyőtörzseken élő, nem ehető gombafaj. 

## Megjelenése
A ráncos koronggomba termőteste fiatalon csésze alakú, majd 3-15 cm átmérőjű lapos koronggá terül ki, amely lehet szabálytalan, lebenyes is. Felszíne ráncos-eres, dudoros. Felső oldalán színe vörösbarnától a gesztenyebarnáig terjedhet, alul fehéres vagy okkersárgás. Termőrétege a felső oldalán található.
Tönkje 1-3 cm magas, tömzsi, vaskos. Felszíne hosszában barázdált, színe fehéres.
Húsa vékony, fehéres. Íze és szaga nem jellegzetes.
Spórái elliptikusak, de a kétoldali kinövések miatt orsószerűnek látszanak. Bennük két nagy és egy kisebb olajcsepp található, felszínül finoman szemölcsös. Méretük 27–35 × 10–12 µm. Az aszkuszokban nyolc spóra található.

### Hasonló fajok
A klórszagú ráncos tárcsagombával és a főleg lombos korhadékon termő bükkös papsapkagombával lehet összetéveszteni. 

## Elterjedése és termőhelye
Eurázsiában és Észak-Amerikában honos. Magyarországon ritka. 
Korhadó fenyőtörzseken vagy közvetlen közelükben él, elsősorban lucfenyőn. Áprilistól júniusig terem. 

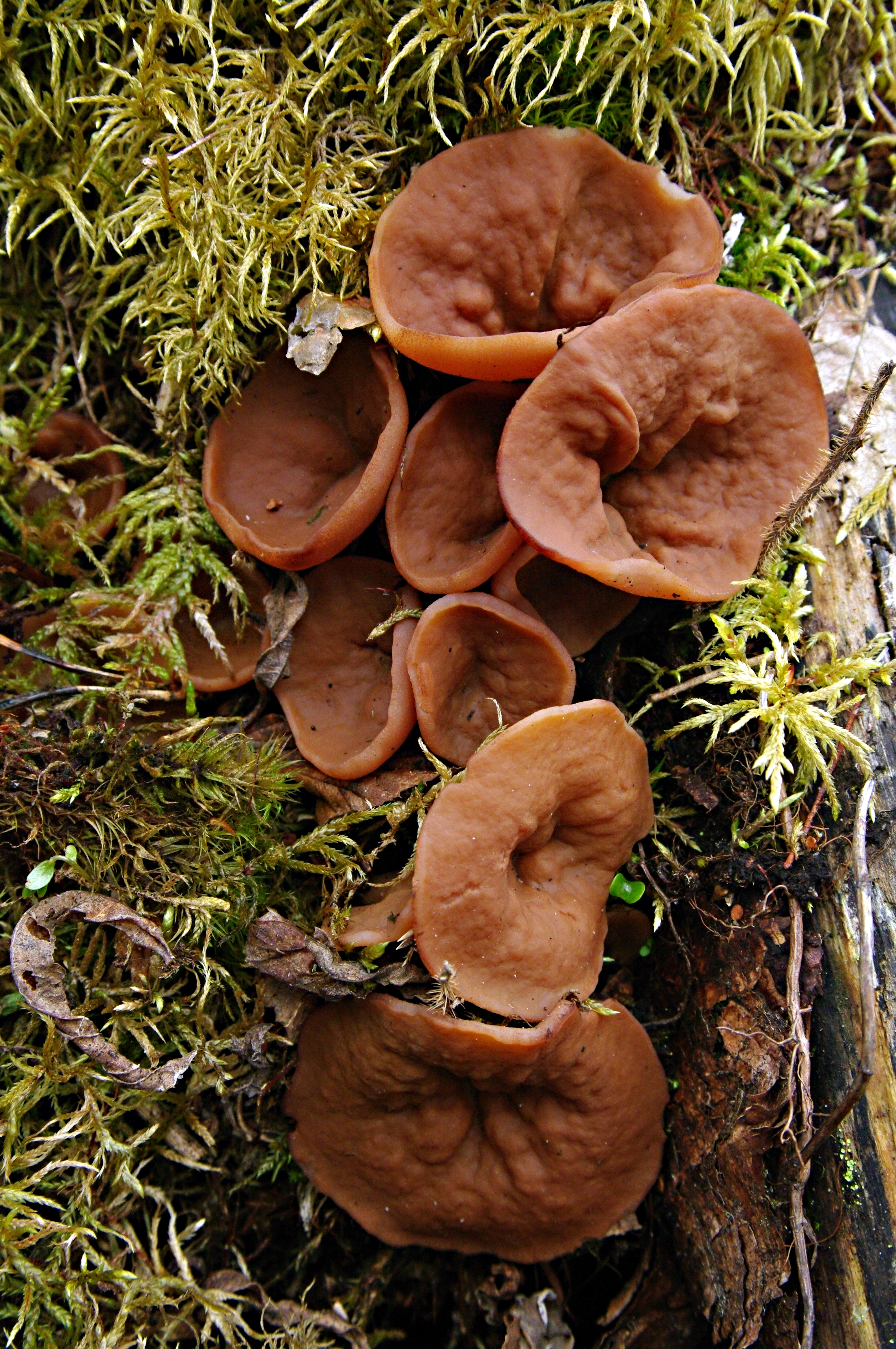
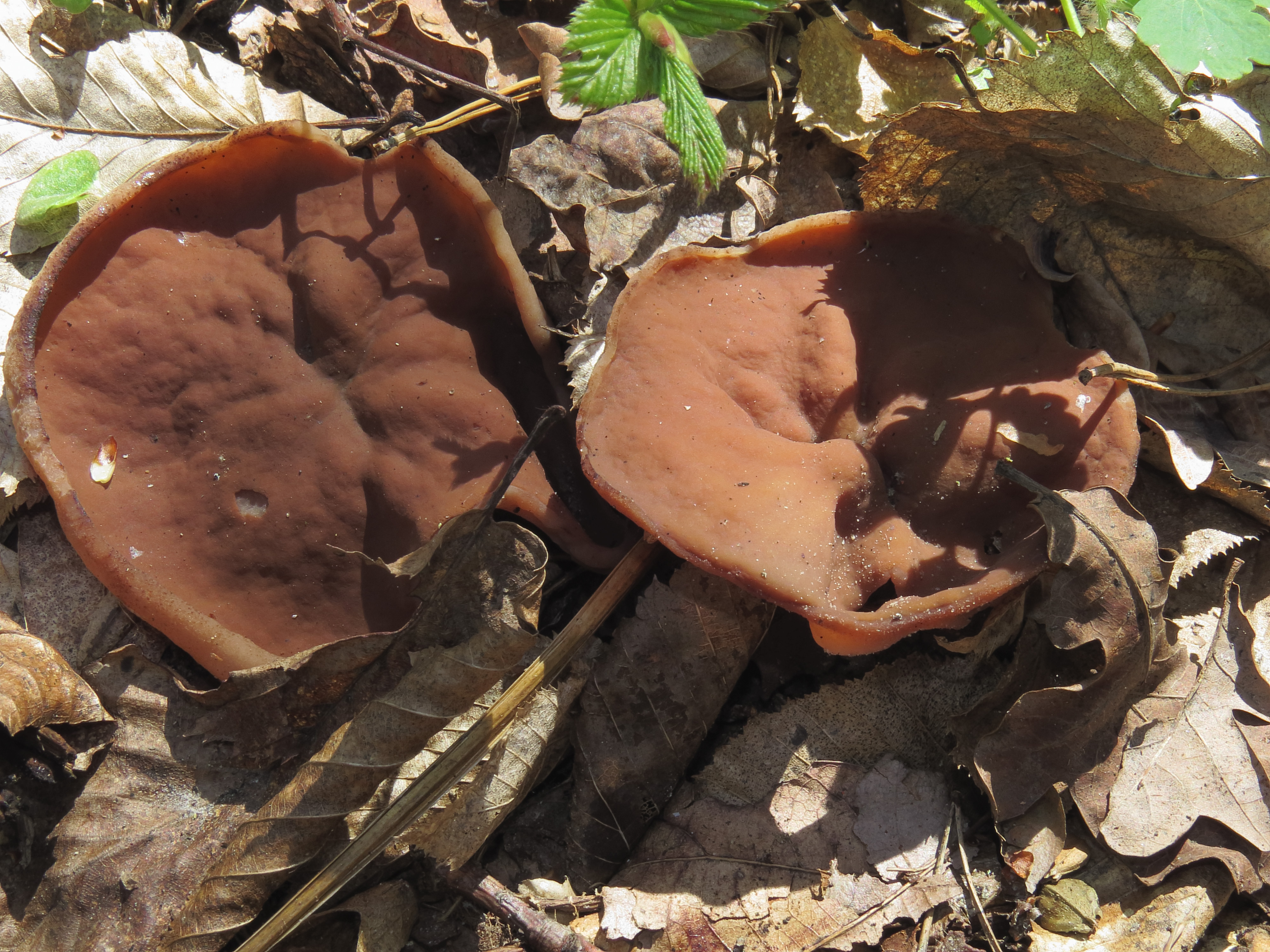
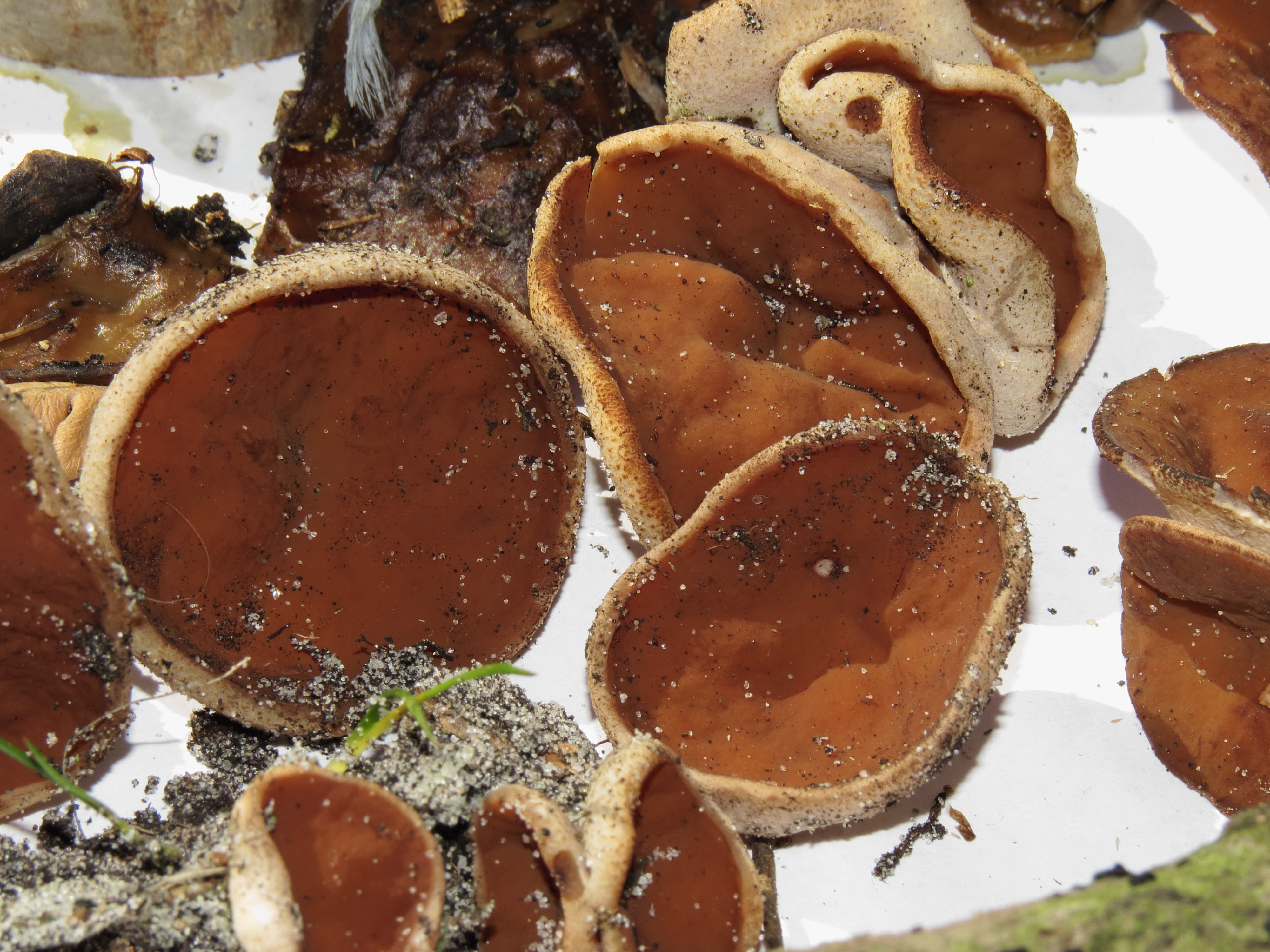
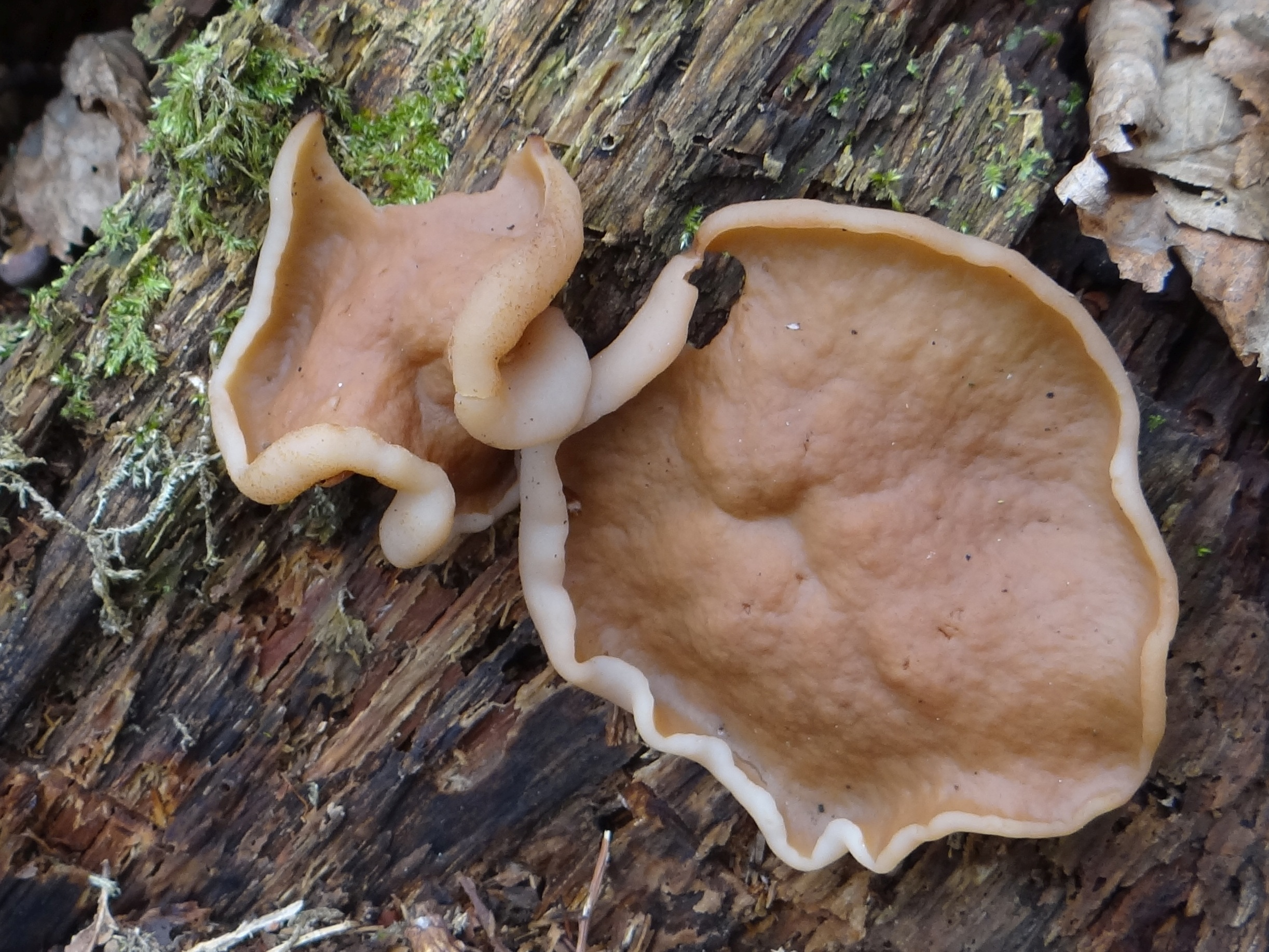
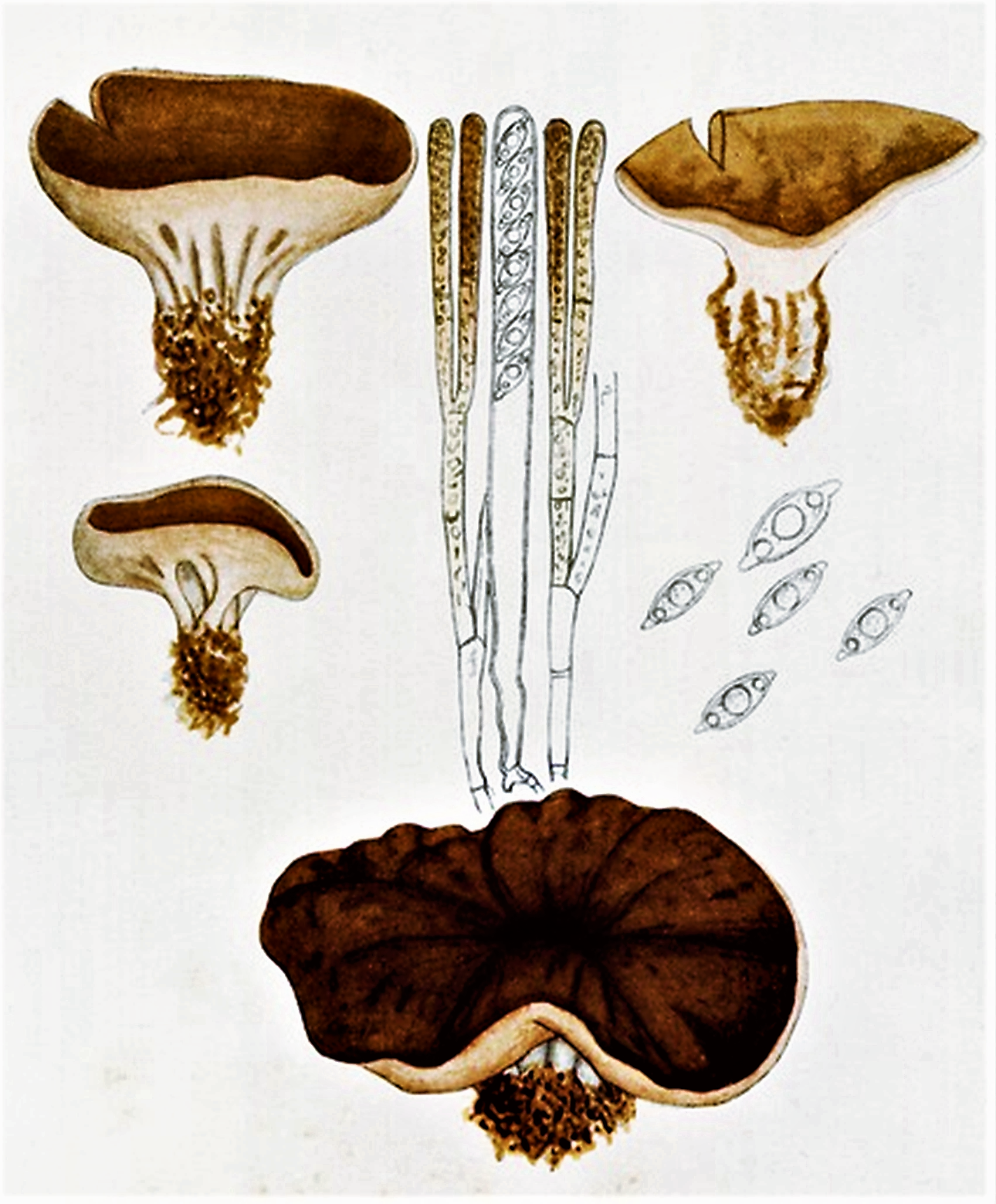

Nem ehető.